# Infinity Plus Two
Infinity Plus Two (в прошлом Infinite Interactive) — компания-разработчик компьютерных и видеоигр, основанная Стивом Фокнером в 1989 году. Компания наиболее известна, как разработчик игр серий Warlords, Warlords Battlecry и Puzzle Quest.

## История

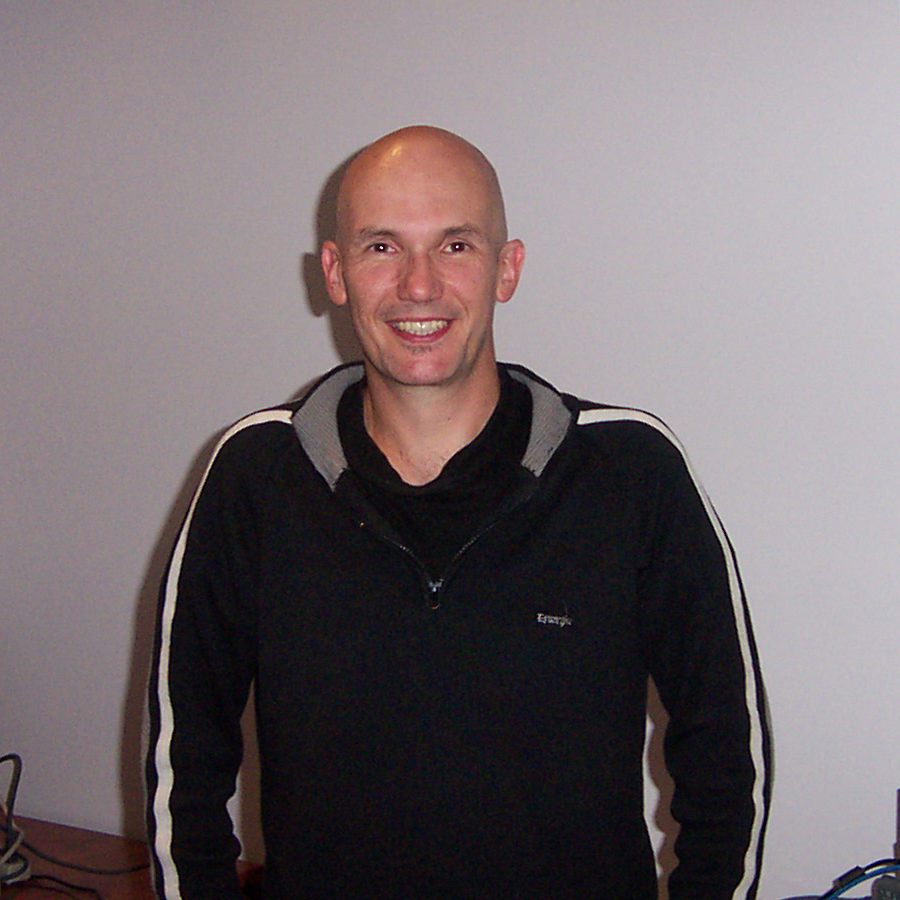
Стив Фокнер — основатель и президент компании

Первой игрой компании стала Warlords, которая была издана Strategic Studies Group. После выхода игры, Фокнер решил присоединиться к Strategic Studies Group. В 2003 году Infinite Interactive отделились от Strategic Studies Group, в связи с тем, что последняя решила прекратить разработку игр серии Warlords. Это решение было вызвано тем, что издатель игры UbiSoft был не доволен результатами компании в процессе разработки Warlords IV.
После отделения, UbiSoft потребовал, чтобы Warlords IV была готова за 6 месяцев. Игра увидела свет осенью 2003 года.
В 2004 году была выпущена игра Warlords Battlecry III. В связи с падением интереса издателей на компьютерные стратегические игры, Infinite Interactive сократила свой штат до трех человек и оставшиеся сотрудники стали изучать возможный переход на рынок консолей.
В 2007 компания разработала игру Puzzle Quest, которую издала компания D3 Publisher. Тираж игры был раскуплен в течение первой недели продаж. Игра получила высокие оценки критиков и стала очень популярной. В то же время компания принимала участие в ранней разработке игры Enlight Seven Kingdoms: Conquest. Также было анонсировано начало работ над Warlords V.
После выхода Puzzle Quest штат сотрудников расширился сначала до 40, а потом до 70 человек. Компания занялась разработкой пазловых игр и выпустила Puzzle Quest: Galactrix и Neopets Puzzle Adventure, Puzzle Kingdoms и Puzzle Chronicles, которые не смогли повторить успеха Puzzle Quest. В 2010 году Infinite Interactive выпустила игру Puzzle Quest 2, которая получила, в основном, положительные отзывы критиков, набрав 81 % на Metacritic.
5 января 2011 года было официально объявлено о том, что Infinite Interactive объединилась с компанией Firemint. Было объявлено, что в составе Firemint, команда Infinite продолжит продолжит разработку уже начатых проектов и все игры, разработанный командой, будут выходить под лейблом Firemint.
В мае 2011 года Electronic Arts приобрела Firemint и объединила её с компанией Iron Monkey. Все работники Infinite Interactive автоматически стали работниками Electronic Arts, но Стив Фокнер ушел из компании и в 2012 году Infinite Interactive вновь стала независимой.
В 2013 году Фокнер сообщил, что компания состоит из четырёх человек и занимается разработкой онлайн-игры Gems of War, которая будет сочетать в себе элементы стратегической игры и логики. Также он отметил, что следующим проектом Infinite Interactive может стать Warlords V или Warlords Battlecry IV и предложил всем поклонникам высказывать идеи для этих игр. Игра Gems of War была выпущена по модели распространения free-to-play в 2015 году для Microsoft Windows, Xbox One и PlayStation 4.
В 2019 году компания была переименована в Infinity Plus Two и выпустила новую версию Puzzle Quest для Nintendo Switch, получившую название Puzzle Quest: The Legend Returns. В январе 2021 году Infinity Plus Two была приобретена компанией 505 Games.

## Игры

### Выпущенные игры
- Warlords IV
- Warlords Battlecry III
- Puzzle Quest: Challenge of the Warlords
- Neopets Puzzle Adventure
- Puzzle Quest: Galactrix
- Puzzle Kingdoms
- Puzzle Chronicles
- Puzzle Quest 2
- Gems of War